# West Sacramento
West Sacramento é uma cidade localizada no estado americano da Califórnia, no condado de Yolo. Foi incorporada em 1 de janeiro de 1987.

## Geografia
De acordo com o United States Census Bureau, a cidade tem uma área de 59,2 km², onde 55,5 km² estão cobertos por terra e 3,7 km² por água.

### Localidades na vizinhança
O diagrama seguinte representa as localidades num raio de 16 km ao redor de West Sacramento.

## Demografia
Segundo o censo nacional de 2010, a sua população é de 48 744 habitantes e sua densidade populacional é de 878,22 hab/km². É a cidade que, em 10 anos, teve o maior crescimento populacional do condado de Yolo. Possui 18 681 residências, que resulta em uma densidade de 336,57 residências/km².